# 玛丽娜·拉伊契奇
玛丽娜·拉伊契奇（1993年8月24日—），旧姓武克切维奇（Vukčević），黑山女子手球运动员。她曾代表黑山参加2012年、2016年和2020年夏季奥林匹克运动会手球比赛，其中2012年奥运会获得一枚银牌。